# راي بلوم
راي بلوم (بالإنجليزية: Ray Blume)‏ مواليد 23 سبتمبر 1958 في فالدوستا، هو لاعب كرة سلة أمريكي سابق. بدأ مسيرته الاحترافية في سنة 1981. تم اختياره من قبل فريق إنديانا بايسرز خلال الدرافت. حمل الرقم 22. يبلغ طوله 6 قدم 4 بوصة (1.9 م). اعتزل اللعب في 1985. لعب مع شيكاغو بولز وموناكو.

## روابط خارجية
- راي بلوم على موقع إن بي أي (الإنجليزية)
- راي بلوم على موقع سبورتس رفرنس (الإنجليزية)
- راي بلوم على موقع كلية كرة السلة في سبورتس رفرنس.كوم (الإنجليزية)
- راي بلوم على موقع ريلجم (الإنجليزية)
- راي بلوم على موقع بروبوليرز (الإنجليزية)